# Анна Файт
Анна Файт (нім. Anna Veith), до шлюбу Феннінґер (нім. Fenninger) — австрійська гірськолижниця, олімпійська чемпіонка та медалістка, чемпіонка світу.
Феннінґер виступає у всіх дисциплінах гірськолижного спорту, але віддає перевагу супергігантському та гігантському слалому. Її перший старт у Кубку світу відбувся 11 листопада 2006.
Звання чемпіонки світу Анна виборола у суперкомбінації на чемпіонаті світу з гірськолижного спорту 2011, який проходив у Гарміш-Партенкірхені.
Золоту олімпійську медаль і звання олімпійської чемпіонки здобула на Іграх 2014 у Сочі в супергігантському слаломі. В гігантському слаломі їй довелося вдовольнитися срібною медаллю.
На Пхьончханській олімпіаді 2018 року Файт посіла друге місце в супергіганті.